# Kiro Ristov
Kiro Ristov (ur. 11 lutego 1953, zm. 6 lutego 1990) – jugosłowiański zapaśnik walczący w stylu wolnym. Dwukrotny olimpijczyk. Ósmy w Montrealu 1976 i odpadł w eliminacjach w Moskwie 1980. Walczył w kategorii do 74 kg.
Czwarty na mistrzostwach świata w 1975. Czwarty na mistrzostwach Europy w 1976 i 1979. Mistrz igrzysk śródziemnomorskich w 1979 i wicemistrz w 1975. Trzeci na uniwersjadzie w 1981 roku.